# عقد 480
عقد 480 هو عقد امتد بين 1 يناير 480 و31 ديسمبر 489 بحسب التقويم الميلادي. سبقه عقد 470 ولحقه عقد 490.

## مواليد
- بندكت النيرسي (480)
- بودهيدهارما (483)
- جستينيان الأول (482)
- الإمبراطور بوريتسو (489)
- بريندان (484)
- كاسيودوروس (487)

## وفيات
- الإمبراطور سينيه (484)
- يوليوس نيبوس (480)
- سيدونيوس أبوليناريس (486)
- بيروز الأول (484)
- هنريق (484)
- فيرينا (484)
- ليلى بنت أكيز (483)
- شيلديريك الأول (481)
- سياغريوس (487)
- الإمبراطور كينزو (487)
- سيمبليكوس (483)

## كتب
- Yves Denis Papin (1998). Chronologie de l'histoire ancienne. Lieu de publication non identifié: Éditions Jean-paul Gisserot. ISBN:2-87747-346-5. OCLC:40746926. مؤرشف من الأصل في 2022-03-16.
- موسوعة حضارة العالم (2002) لأحمد محمد عوف.

## روابط خارجية
- تصفح سنة بسنة عقد 480 على موقع onthisday.com
- تصفح سنة بسنة عقد 480 ابتداءً من سنة عقد 480 على موقع المكتبة الوطنية الفرنسية